# Тит Чудотворац
Преподобни Тит Чудотворац је хришћански светитељ. Рано је отишао у манастир и посветио се духовном животу. Био је веома смеран и послушан и „у овим добродетељима он превазиђе не само братију него и све људе“. За време иконоборачког покрета подржавао је иконе. Хришћани верују да му је због његове велике смерности и чистоте од Бога дарован дар чудотворства и за живота и по смрти. Имао је бројне ученике. Умро је у IX веку.
Српска православна црква слави га 2. априла по црквеном, а 15. априла по грегоријанском календару.